# Sonata para piano n.º 11 (Schubert)

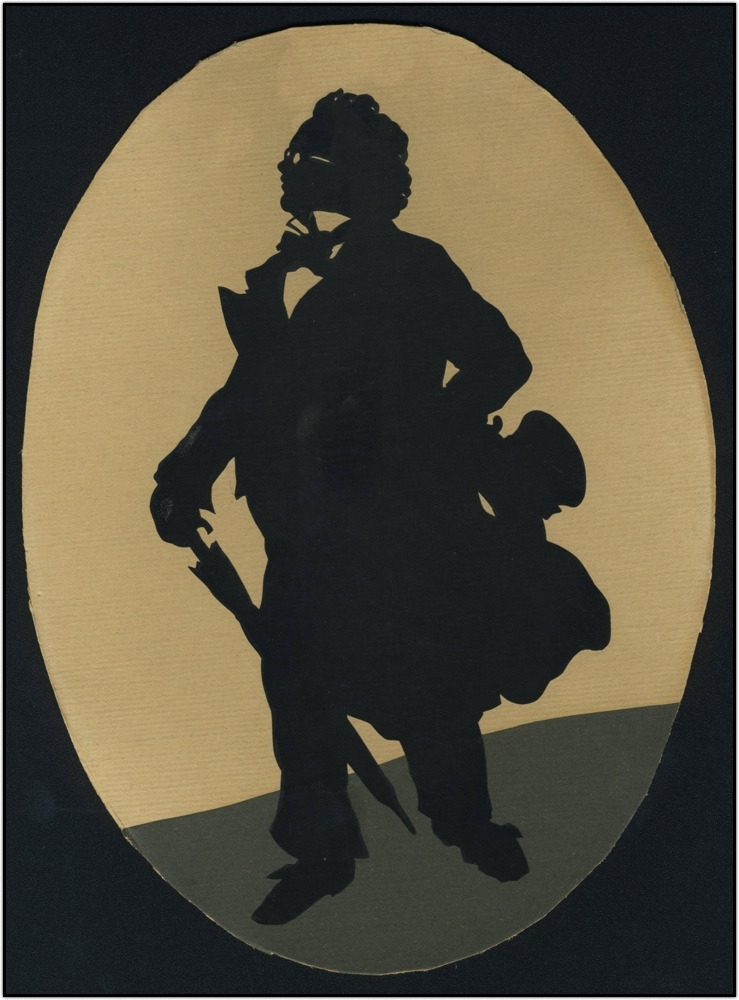
Franz Schubert por Otto Böhler

La Sonata para piano n.º 11 en fa menor, D 625, es una obra para piano solo compuesta por Franz Schubert durante el mes de septiembre de 1818. Se cree que el Adagio en re bemol mayor, D. 505 es su movimiento lento.

## Movimientos y análisis musical

### I. Allegro
En fa menor. Es un fragmento; la partitura quedó inacabada después del desarrollo con una cadencia en sí♭ menor.
El movimiento entero se genera en torno al ritmo de los primeros compases, y existe un uso abundante de trinados, un elemento que forma parte del motivo inicial. El segundo tema puede ser descrito como "una versión reconfortante del primero". Como le pasó en otras sonatas Schubert,  dejó el movimiento inacabado y la partitura quedó truncada al inicio de la recapitulación después de un importante desarrollo con muchas modulaciones. El movimiento fue completado por el gran pianista austriaco Paul Badura-Skoda, quien grabó la sonata en su propia versión, que también ha utilizado Hanae Nakajima en su grabación de todas las sonatas del compositor. Por otra parte, también existe la propuesta musical de Martino Tirimo que ha completado este movimiento en su edición y grabación de todas las sonatas de piano de Schubert. Algunos pianistas, como András Schiff, han grabado el movimiento tal y como Schubert lo dejó; sencillamente paran la interpretación donde termina el manuscrito original.

### II. Adagio,D. 505
En re bemol mayor. El Adagio D. 505 aparece listado como el 2º movimiento de la sonata en un catálogo de las obras de Schubert agrupadas por su hermano.

### III. Scherzo: Allegretto - Trío
En mi mayor. Misha Donat describe el movimiento como una música "en la que la muy alejada tonalidad y la pureza de la sonoridad da continuidad a una textura muy fina como la del primer movimiento y el cambio llega como un choque intenso".

### IV. Allegro
En fa menor. También es un fragmento; la mano izquierda está ausente entre los compases 201 y 270. Termina en fa mayor.
La elección de la tonalidad y el carácter turbulento de la escritura, poco habitual en Schubert, indican una afinidad e influencia de la Sonata Appassionata, Op. 57, de Beethoven.Schubert dejó sólo un esquema completo de este movimiento que permite reconstruir la armonía con cierta facilidad.